# Кетрин Вотерстон
Кетрин Бојер Вотерстон (енгл. Katherine Boyer Waterston; Лондон, 3. март 1980) америчка је глумица. Први дугометражни филм у ком је глумила био је Мајкл Клејтон (2007). Након тога је играла споредне улоге у филмовима Робот и Френк, Бити Флин (оба 2012) и Нестанак Елеоноре Ригби: Она (2013), након чега је добила прву запажену улогу глумћи Шасту Феј у филму Скривена мана (2014). Године 2015. глумила је Крисану Бренан у биографској драми Стив Џобс. Главну улогу Тине Голдстин имала је у спин-офу Хари Потер франшизе — Фантастичне звери и где их наћи (2016), као и његовом наставку из 2018. Остали филмови у којима је остварила запажене улоге су Осми путник: Ковенант (2017), Логан Лаки (2017) и Mid90s (2018). Отац јој је познати амерички глумац Сем Вотерстон.

## Спољање везе
- Кетрин Вотерстон на веб-сајту  (језик: енглески)
- Кетрин Вотерстон на веб-сајту Internet Off-Broadway Database (језик: енглески)